# Warner Communications
Warner Communications était une compagnie américaine active dans le domaine du divertissement entre 1971 et 1990, issue d'une scission de Kinney National Company. Elle fusionne avec  Time Inc. en 1990 pour devenir Time Warner, puis WarnerMedia, filiale d'AT&T en 2018.

## Les années 1970
La compagnie Warner Communications est créée en 1971, lorsque la Kinney National Company cède ses avoirs dans des domaines autres que le divertissement, à la suite d'un scandale financier, et change de nom. Le nouveau nom bénéficie de la bonne réputation de sa filiale Warner Bros.. La nouvelle entreprise est présidée, à partir de 1972, par Steve Ross, qui en est également le directeur. Durant les années 1970 et 1980, elle est la maison mère de Warner Bros. Pictures et Warner Music Group (créé en octobre 1972, par la fusion de ses trois filiales Warner Bros. Records, Elektra Records et Atlantic Records). Elle possède aussi DC Comics et le magazine Mad, ainsi qu'une participation majoritaire dans la Garden State National Bank. La compagnie est ensuite obligée de vendre cette participation, pour se mettre en conformité avec le Bank Holding Company Act. Le désinvestissement, tenté par le président-directeur général de la banque, Charles A. Agemian, est bloqué, en 1978, par un membre du conseil d'administration de la Garden State National Bank, William A. Conway. La transaction n'a finalement lieu qu'en 1980. On notera également, parmi les faits marquants de ces premières années de Warner Communications, la plainte, en 1978, de l'ancien président des États-Unis Richard Nixon devant la Cour suprême, reprochant à la société la diffusion des enregistrements de ses conversations à la Maison Blanche lors de l'affaire du Watergate.

### Atari
En 1976, Nolan Bushnell vend Atari à Warner Communications, pour 28 millions de dollars. Atari vend alors des millions d'ordinateurs et d'Atari 2600. À son point culminant, Atari représente un tiers du revenu annuel de Warner Communications et est, à ce moment-là, la compagnie américaine qui a le plus fort taux de croissance. Par la suite, Atari va accumuler les pertes, jusqu'à sa revente, en 1984, à Jack Tramiel, fondateur de Commodore Computers, après le krach du jeu vidéo de 1983. Warner Communications conserve cependant la division arcade et la renomme Atari Games. Celle-ci est cédée à Namco en 1985. Warner Communications est cependant fragilisée, et doit faire face à une tentative de prise de contrôle par Rupert Murdoch, qui achète 7 % de la société en janvier 1984. Steve Ross empêche la manœuvre de réussir au moyen d'une pilule empoisonnée grâce à la vente de 29,5 % de la société à Chris-Craft Industries (en) le 18 mars.

### La télévision par câble

#### Qube
Warner Communications prend pied sur le marché de la télévision par câble en 1974, en créant Warner Cable dans l'Ohio et en Virginie. Le 1er décembre 1977, l'unité de Columbus (Ohio) lance le Qube, le premier système au monde de télévision interactive, ancêtre de la vidéo à la demande. Qube propose trente chaînes, parmi lesquels dix payantes et dix interactives, connectées par l'intermédiaire d'un modem. On note, entre autres, la présence des chaînes Star Channel, précurseur de The Movie Channel, Sight On Sound, qui diffuse des concerts et des clips et est le prototype de MTV, Pinwheel, une chaîne éducative destinée aux enfants et aux préscolaires, devenue Nickelodeon en 1979, et Pay-Per-View, qui diffuse des films en exclusivité, des évènements sportifs et des informations, moyennant le paiement d'une redevance, via un bouton poussoir, et qui constitue l'ancêtre des chaînes payantes et des services de vidéo à la demande. Qube est un échec financier.

#### Warner-Amex
En décembre 1979, Warner Communications forme Warner-Amex, une entreprise à risques partagés avec American Express, chacun apportant 75 millions de dollars au capital. La part de Warner Communications est supervisée par David Horowitz. La joint-venture comporte deux divisions. Warner Amex Cable Company, dirigée par Gus Hauser, construit des réseaux locaux de télévision par câble sur l'ensemble du territoire américain. Elle devient, par la suite, Time-Warner Cable. Warner-Amex Satellite Entertainment (WASEC), dirigée par l'ancien président de CBS Network, John A. Schneider, avec John Lack comme vice-président exécutif, fournit les programmes aux télévisions par câble.
La joint-venture possède des chaînes comme Star Channel, Pinwheel et MTV (créée en 1981). Star Channel est diffusée par satellite en janvier 1979. Rebaptisée The Movie Channel à la fin de l'année, elle est placée sous la direction de Bob Pittman. Pinwheel fait son apparition à New York en avril 1979, avant de devenir une chaîne satellite nationale en 1981, sous le nom de Nickelodeon.
En 1983, l'échec financier et stratégique de The Movie Channel (TMC) conduit WASEC à créer une entreprise à risques partagés avec Viacom, Showtime/The Movie Channel, Inc., regroupant TMC avec le réseau Showtime. Jack Schneider cède la place à David Horowitz. Warner Communications rachète la moitié du capital détenue par American Express en 1984, et rebaptise la compagnie Warner Cable. L'année suivante, Warner vend Showtime/The Movie Channel à Viacom, qui la rebaptise MTV Networks.
Warner Cable est réorganisée, la société est scindée en deux, avec une unité métropolitaine chargée des nouvelles communautés câblées, et une unité nationale gérant les systèmes déjà installés. Ceux installés à Dallas and Pittsburgh sont vendus à Tele-Communications Inc. (TCI) (qui devient, plus tard, une filiale de AT&T Broadband, puis de Comcast). Le réseau Qube est démantelé.
En 1987, Warner Cable vend RTS et Nickelodeon à Viacom pour 685 millions de dollars, mettant fin à la participation de Warner Communications à la télévision câblée.

## Les années 1980
En 1980, Warner Communications achète l'entreprise de mode Franklin Mint pour environ 225 millions de dollars. Elle ne conserve la société que jusqu'en 1985, où celle-ci est vendue à American Protection Industries Inc. (API) pour 167,5 millions de dollars. Cependant, Warner Communications conserve la filiale Eastern Mountain Sports de Franklin Mint, ainsi que le Franklin Mint Center, qu'elle loue à API.
En février 1983, Warner Communications s'intéresse au baseball. Sous la direction du vice-président exécutif Caesar P. Kimmel, la compagnie achète, pour dix millions de dollars, 48 % des Pirates de Pittsburgh. Elle revend cette participation en novembre 1984, après avoir subi six millions de dollars de pertes. Cela conduit le propriétaire majoritaire de l'équipe, John W. Galbreath, à emboîter le pas à Warner Communications. En 1984 et 1985, La firme revend également Panavision, MTV Networks et une firme de cosmétiques.
En 1983, afin de stabiliser sa situation financière, Hasbro vend 37 % de son capital à Warner Communications.
Warner Communications paie 275 millions de dollars à Polygram pour l'achat des éditions Chappell Music. L'année suivante, ce sont les studios d'enregistrement Teldec (Allemagne) et Magnet (Royaume-Uni) qui rejoignent également l'entreprise. Warner Communications achète ensuite Lorimar-Telepictures. Annoncée le 11 mai 1988, cette acquisition est effective le 12 janvier 1989.

## La fusion avec Time Inc.
En 1987, la fusion de Warner Communications et Time Inc., le groupe de presse créé autour du magazine Time, est annoncée, mais n'aura lieu que deux ans plus tard. L'objectif est de créer un groupe américain de taille suffisante pour s'opposer avec succès aux géants japonais Sony et Matsushita. Durant l'été 1989, Paramount Communications (anciennement Gulf+Western) lance une offre publique d'achat hostile de 12,2 milliards de dollars, dans le but d'acquérir Time Inc. et de stopper la fusion. Cela conduit Time à porter son offre pour Warner Communications à 14,9 milliards de dollars, en liquidités et en actions. Paramount réplique en portant plainte devant une cour du Delaware, afin de bloquer la fusion. La cour rend deux arrêts favorables à Time, forçant Paramount à abandonner à la fois son offre pour Time et son action en justice.
La fusion devient effective le 10 janvier 1990. L'entreprise résultant de la fusion est renommée Time Warner. Le nom de Warner Communications est cependant encore utilisé pour les productions de Warner Bros. Records et des marques associées, jusqu'en 2004. Warner Music Group utilise toujours au 30 septembre 2020 l'ancien logo « Cercle W » de Warner Communications, même après sa séparation d'avec Time Warner.
La fusion entre Warner Communications et Time Inc. est la plus importante transaction financière des années 1980, et le nouveau groupe occupe alors la première place mondiale, dans le domaine des médias et du divertissement.